# منوم (فلم 2021)
منوم (بالإنجليزية: Hypnotic) هو فيلم إثارة أمريكي عام 2021 من إخراج مات أنجل وسوزان كوتيه، وكتبه ريتشارد دي أوفيديو وبطولة كيت سيجل وجيسون أومارا ودولي هيل. تم إصداره في 27 أكتوبر 2021 بواسطة نتفليكس.

## طاقم التمثيل
- كيت سيجل في دور جين تومبسون
- جايسون أومارا بدور دكتور كولين ميد
- دولي هيل بدور المخبر واد رولينز
- لوسي جيست بدور جينا كيلمان
- جايمي إم كاليكا في دور بريان راولي
- تانيا ديكسون-وارن بدور د. ستيلا جراهام
- لوك رودريك في دور سكوت كيلمان
- ديفين دالتون في دور تابي
- ستيفاني كدمور في دور أندريا بوين
- جيسي فريزر بدور ايمي
- دارين مارتن في دور قائد للفريق
- مادلين كيلدرز في دور مديرة تنفيذية

## الإتقبال
تلقى الفيلم آراء سلبية من النقاد. على مجمّع المراجعة روتن توميتوز، حصل الفيلم على نسبة موافقة تبلغ 40٪ بناءً على 10 مراجعات نقدية. في ميتاكريتيك، حصل الفيلم على درجة 33 من أصل 100 بناءً على 5 تقييمات نقدية.

## روابط خارجية
- مقالات تستعمل روابط فنية بلا صلة مع ويكي بيانات